# Resolução 190 do Conselho de Segurança das Nações Unidas
Resolução 190 do Conselho de Segurança das Nações Unidas, foi aprovada 9 de junho de 1964, depois de reiterar os pedidos anteriores da República da África do Sul, o Conselho notou com grande preocupação com o Julgamento de Rivonia e apelou ao governo a libertar todas as pessoas condenadas ou a serrem julgadas por sua oposição ao apartheid. O Conselho convidou também todos os Estados a exercer toda a sua influência, a fim de persuadir o Governo da África do Sul a cumprir e solicitou ao Secretário-Geral para acompanhar de perto a implementação da presente resolução e relatar ao Conselho de Segurança o mais rápido possível.
Foi aprovada com 7 votos, e com 4 abstenções do Brasil, França, Reino Unido e os Estados Unidos.